# Puchar Narodów Arabskich
Puchar Narodów Arabskich (arab. كأس العربية المتحدة) – rozgrywki piłkarskie w krajach arabskich organizowane nieregularnie przez UAFA (ang. UAFA - Union of Arab Football Associations, fr. UAFA - Union des Associations de Football Arabe) dla zrzeszonych reprezentacji krajowych.

## Historia
Zapoczątkowany został w 1963 roku przez UAFA jako Puchar Narodów Arabskich. W turnieju uczestniczyły reprezentacje Jordanii, Kuwejtu, Libanu, Syrii i Tunezji. Rozgrywki zostały rozegrane na stadionach Libanu. 5 drużyn systemem kołowym walczyło o tytuł mistrza. Pierwszy turniej wygrała reprezentacja Tunezji.
Od III edycji drużyny najpierw podzielono na dwie lub więcej grup, a potem czwórka najlepszych systemem pucharowym wyłoniła mistrza.
Podczas długiej przerwy pomiędzy 1966 a 1985, turniej został zastąpiony przez Puchar Narodów Palestyny, którego trzy edycje odbyły się w latach 70. XX wieku.
Edycja 1992 organizowana była w ramach igrzysk panarabskich, ale zaliczona do rozgrywek Pucharu Narodów Arabskich. W 2009 rozgrywki zostały anulowane w czasie eliminacji.
W 2021 organizatorem rozgrywek była FIFA.

## Finały
| 1963 Szczegóły | Liban            | Tunezja                       | format ligowy                 | Syria                         | Liban            | format ligowy   | Kuwejt                       | 5  |
| 1964 Szczegóły | Kuwejt           | Irak                          | format ligowy                 | Libia                         | Kuwejt           | format ligowy   | Liban                        | 5  |
| 1966 Szczegóły | Irak             | Irak                          | 2:1                           | Syria                         | Libia            | 6:1             | Liban                        | 9  |
| 1985 Szczegóły | Arabia Saudyjska | Irak                          | 1:0                           | Bahrajn                       | Arabia Saudyjska | 0:0 (4:1) karne | Katar                        | 6  |
| 1988 Szczegóły | Jordania         | Irak                          | 1:1 (4:3) karne               | Syria                         | Egipt            | 2:0             | Jordania                     | 10 |
| 1992 Szczegóły | Syria            | Egipt                         | 3:2                           | Arabia Saudyjska              | Kuwejt           | 2:1             | Syria                        | 6  |
| 1998 Szczegóły | Katar            | Arabia Saudyjska              | 3:1                           | Katar                         | Kuwejt           | 4:1             | Zjednoczone Emiraty Arabskie | 12 |
| 2002 Szczegóły | Kuwejt           | Arabia Saudyjska              | 1:0                           | Bahrajn                       | Jordania Maroko  | Jordania Maroko | Jordania Maroko              | 10 |
| 2009 Szczegóły |                  | Anulowane w czasie eliminacji | Anulowane w czasie eliminacji | Anulowane w czasie eliminacji |                  |                 |                              | 22 |
| 2012 Szczegóły | Arabia Saudyjska | Maroko                        | 1:1 (3:1) karne               | Libia                         | Irak             | 1:0             | Arabia Saudyjska             | 11 |
| 2021 Szczegóły | Katar            | Algieria                      | 2:0                           | Tunezja                       | Katar            | 0:0 (5:4) karne | Egipt                        | 16 |
| 2025 Szczegóły | Katar            |                               |                               |                               |                  |                 |                              |    |
| 2029 Szczegóły | Katar            |                               |                               |                               |                  |                 |                              |    |
| 2033 Szczegóły | Katar            |                               |                               |                               |                  |                 |                              |    |

## Statystyki
| Lp. | Drużyna          | Mistrz | Wicemistrz | Lata triumfów           |
| --- | ---------------- | ------ | ---------- | ----------------------- |
| 1.  | Irak             | 4      | 0          | 1964, 1966*, 1985, 1988 |
| 2.  | Arabia Saudyjska | 2      | 1          | 1998, 2002              |
| 3.  | Tunezja          | 1      | 1          | 1963                    |
| 4.  | Egipt            | 1      | 0          | 1992                    |
| 4.  | Maroko           | 1      | 0          | 2012                    |
| 4.  | Algieria         | 1      | 0          | 2021                    |
| 7.  | Syria            | 0      | 3          |                         |
| 8.  | Libia            | 0      | 2          |                         |
| 8.  | Bahrajn          | 0      | 2          |                         |
| 10. | Katar            | 0      | 1          |                         |

* = jako gospodarz.